# Пилданов, Радна Пирнаевич
Радна Пирнаевич Пилданов (1915—1982) — советский учёный, зоотехник, селекционер овец.

## Биография
Родился в селе Барагхан Курумканского района Республики Бурятия. Из-за бедности родителей начал учиться только в десятилетнем возрасте, но окончил школу вместе со всеми. В 1932 году Баргузинским РК ВЛКСМ направлен в г. Верхнеудинск на десятимесячные курсы при агропединституте, после которых поступил на зоотехнический факультет.
После окончания института (1938) некоторое время работал зоотехником зооветучастка, затем главным зоотехником Селенгинского, Баргузинского и Курумканского райсельхозотделов. С конца 1940-х гг. заведующий и начальник отдела овцеводства Бурятской сельскохозяйственной опытной станции.
В 1953 г. перешёл на работу в Бурятский зооветеринарный институт, старший преподаватель, с 1956 г. доцент. Заведующий кафедрой частной зоотехнии (1955—1962). В 1956 г. основал кафедру овцеводства и руководил ею до 1970 г.

## Научная деятельность
Участник выведения Забайкальской породы овец, которая была утверждена 25 октября 1956 года. Руководил созданием бурятского типа забайкальской тонкорунной породы овец, в 1973 году вместе с соавторами получил на него авторское свидетельство.
Кандидат сельскохозяйственных наук (1971), тема диссертации «История породного преобразования грубошерстного овцеводства и создание тонкорунных овец желательного типа в Бурятской АССР : на примере ордена Ленина совхоза „Боргойский“ Джидинского аймака».

### Сочинения
- Тонкорунные овцы Боргойского района Бурятской АССР [Текст]. — Улан-Удэ : Бурят. кн. изд-во, 1962. — 71 с. : граф.; 20 см.
- Как организовать зимний окот овец [Текст] / М-во сельского хозяйства БМАССР. Отд. с.-х. науки. — Улан-Удэ : [б. и.], 1957. — 19 с.; 14 см.
- Тонкорунные овцы Бурятии [Текст] : Сборник статей. — Улан-Удэ : Бурят. кн. изд-во, 1975. — 101 с. : ил.; 20 см.

## Награды и звания
Заслуженный зоотехник РСФСР (1959) и Бурятской АССР. Награждён орденами Трудового Красного Знамени и «Знак Почёта», шестью медалями.

## Память
В 2000 году на кафедре, где он проработал в течение 29 лет, установлена мемориальная доска.